# مضاد ذيفان الخناق
مضاد ذيفان الخناق  (اختصارًا DAT) (1) هو دواء يتكون من الأجسام المضادة المستخدمة في علاج الدفتيريا. لم يعد يوصى به للوقاية من الدفتيريا. يعطى عن طريق الحقن في الوريد أو العضلات.
تشمل الآثار الجانبية شائعة، وهي تشمل مرض المصل والحساسية بما في ذلك صدمة الحساسية. مضاد الخناق مصنوع من بلازما دم الخيول التي تم حقنها بمضادات ذيفان الخُناق. وهو يعمل عن طريق الحد من السموم التي تنتجها وتدية خناقية.

تم تطوير مضاد الدفتيريا للخناق ودخل في الاستخدام الطبي في أواخر القرن التاسع عشر. يُعتبر هذا الدواء ضمن قائمة الأدوية الأساسية لمنظمة الصحة العالمية، وهي الأدوية الأكثر فعالية وأمنًا في النظام الصحي. ، في الولايات المتحدة يمكن الحصول عليه من مراكز السيطرة على الأمراض والوقاية منها. وهو غير متوفر في بما في ذلك العديد من البلدان في أوروبا اعتبارًا من عام 2008. 

## الكيمياء
هو محلول يتكون من البروتينات المركزة، وخاصة الغلوبيولين، التي تحتوي على الأجسام المضادة يتم الحصول عليها من دم الخيول التي تم تحصينها ضد ذيفان الخُناق.

## هوامش
1. يُسمى أيضًا ضد ذيفان الخُناق أو ترياق الخُناق.